# Disanthus
Disanthus là một chi thực vật có hoa trong họ Hamamelidaceae.

## Phân loài
Chi Disanthus có các loài sau:
1. Disanthus cercidifolius Maxim 1866
2. Disanthus ovatifolius 2017[2]